# William Ayres Ward
William Ayres Ward (né le 10 juin 1828 à Chicago, mort le 13 septembre 1996 à Providence (Rhode Island)) est un égyptologue américain.

## Biographie
William Ayres Ward étudie à l'université Butler d'Indianapolis et obtient une licence en histoire des religions en 1951. Il obtient ensuite une maîtrise en égyptologie à l'université de Chicago en 1955 et un doctorat en langues sémitiques à l'université Brandeis en 1958. Il enseigne ensuite à Beyrouth, d'abord au Beirut College for Women, puis, à partir de 1963, à l'université américaine de Beyrouth. De 1986 à sa mort en 1996, il est professeur invité à l'université Brown à Providence (Rhode Island).
Ses principaux domaines de recherche comprenaient les relations entre l'Égypte antique et le Levant, l'étymologie égypto-sémitique, ainsi que les scarabées et les titres de l'Ancien et du Moyen Empire.